# Liste der Monuments historiques in Villebéon
Die Liste der Monuments historiques in Villebéon führt die Monuments historiques in der französischen Gemeinde Villebéon auf.

## Liste der Bauwerke
| Bezeichnung        | Beschreibung                                      | Standort | Kennzeichnung | Schutzstatus | Datum | Bild           |
| ------------------ | ------------------------------------------------- | -------- | ------------- | ------------ | ----- | -------------- |
| Kapelle St-Laurent | Erbaut in der zweiten Hälfte des 12. Jahrhunderts | (Lage)   | PA00087318    | Inscrit      | 1984  | weitere Bilder |

## Liste der Objekte
Zum Verständnis siehe: Kirchenausstattung
- Monuments historiques (Objekte) in Villebéon in der Base Palissy des französischen Kultusministeriums